# Cristoforo di Bindoccio
Cristoforo di Bindoccio noto anche come Cristoforo del Maestro Bindoccio o Cristofano Malabarba (fl. 1360-1409) è stato un pittore italiano attivo a Siena e Pienza.

## Biografia
Lavorò con Francesco di Vannuccio e Meo di Piero. C'è una pala d'altare (circa 1370) attribuita a Cristoforo e a Meo di Piero alla Fondazione Barnes.